# David Douglas, 12. Marquess of Queensberry
David Harrington Angus Douglas, 12. Marquess of Queensberry FRCA FCSD (* 19. Dezember 1929 in London) ist ein britischer Peer und Politiker aus dem schottischen Clan Douglas.

## Leben und Karriere
Douglas war der älteste Sohn von Francis Douglas, 11. Marquess of Queensberry, aus dessen zweiter Ehe mit der Künstlerin Cathleen Sabine Mann. Als Heir apparent seines Vaters führte er zu dessen Lebzeiten den Höflichkeitstitel Viscount Drumlanrig. Er besuchte das Eton College und diente als Lieutenant der Royal Horse Guards.
In den 1950er Jahren arbeitete er in der Keramikindustrie. Douglas war von 1959 bis 1983 Professor für Keramik am Royal College of Art. Er ist Mitglied des Aufsichtsrates des Crafts Council, war Präsident der Design and Industries Association von 1976 bis 1978, ist Fellow der Chartered Society of Designers und Träger dessen höchster Auszeichnung, der Minerva Medal. Er ist seit 1990 Senior Fellow des Royal College of Art. Er wurde mit einem Ehrendoktortitel der Staffordshire University geehrt.
Er ist Partner der Queensberry Hunt design group, Direktor von Highland Stoneware und Mitglied des Treuhandrates (Trustee) der Paolozzi Foundation.

## Mitgliedschaft im House of Lords
Douglas erbte mit dem Tod seines Vaters 1954 dessen Adelstitel als 12. Marquess of Queensberry, 14. Earl of Queensberry, 12. Earl of Drumlanrig and Sanquhar, 14. Viscount of Drumlanrig, 12. Viscount of Nith, Torthorwald and Ross, 14. Lord Douglas of Hawick and Tibberis, 12. Lord Douglas of Kinmouth, Midlebie, and Dornock und 11. Baronet, of Kelhead. Ab Inkrafttreten des Peerage Act 1963 war damit auch ein Sitz im House of Lords verbunden, wo er sich der parteilosen Fraktion der Crossbencher anschloss. Seine Antrittsrede hielt er am 24. Mai 1965 zur Sexual Offences Bill. Zu dieser meldete er sich noch zweimal zu Wort.
In der Sitzungsperiode 1997 bis 1998 war er durch einen Leave of Absence beurlaubt. Seinen Sitz verlor er durch den House of Lords Act 1999. Zu den Wahlen für einen der verbleibenden Sitze für erbliche Peers trat er nicht an.

## Ehen und Nachkommen
Douglas war dreimal verheiratet, zunächst ab 1956 mit Anne Jones. Zusammen haben sie zwei Töchter, Emma (* 1956) und Alice (* 1965). Die Ehe wurde 1969 geschieden. Bereits im selben Jahr heiratete er Alexandra Mary Clare Wyndham Sich, mit der er drei Söhne, Sholto (* 1967), Milo (1975–2009) und Torquil (* 1978) sowie eine Tochter, Kate (* 1969), hatte.
2000 heiratete er Hsueh-Chun Liao, mit der er eine Tochter, Beth (1999–2018), hatte.
Er hat einen ältesten, aber unehelichen Sohn, Ambrose Jonathan Carey (* 1961), Leiter einer britischen Sicherheitsfirma, dessen Halbschwester Caroline Carey (* 1959), eine englische Kunststudentin, Salim bin Laden († 1988), den früheren Kopf der globalen Bin Laden-Familienunternehmen, heiratete. Carey ist seit 1995 mit Christina Weit verheiratet, einer Tochter des verstorbenen Sir Michael Scott Weir (1925–2006) und seiner ersten Frau Alison Walker. Sie hatten zwei Söhne: Angus Carey-Douglas und James Carey-Douglas. Da Ambrose unehelich geboren wurde, haben er und seine zwei Söhne keine Erbansprüche auf die Titel des Vaters beziehungsweise Großvaters.
Als sein Titelerbe (Heir apparent) gilt sein ältester Sohn aus seiner zweiten Ehe, Sholto Douglas, Viscount Drumlanrig (* 1967), obwohl dieser noch während der ersten Ehe geboren wurde.